# Zenopsis nebulosa
Zenopsis nebulosa ist eine Fischart aus der Familie der Petersfische (Zeidae). Er kommt im Indopazifik zwischen 45° nördlicher und 47° südlicher Breite, von Japan bis Nordaustralien und Neuseeland, im östlichen Pazifik von der Küste Kaliforniens bis Peru vor. Er hält sich bevorzugt in Tiefen von 30 bis 800 Metern über dem Meeresboden auf. Jungfische sind möglicherweise pelagisch. Zenopsis nebulosa gilt als hervorragender Speisefisch und wird von japanischen Fangschiffen während der Wintermonate gefangen.

## Merkmale
Zenopsis nebulosa wird 70 Zentimeter lang und bis zu 3 kg schwer. Das maximale dokumentierte Alter ist 45 Jahre. Seine silbriger Körper ist hochrückig und seitlich abgeflacht, das Maul stark vorstreckbar. Auf der Oberseite des Kopfes können sich einige dunkle Flecken befinden. Die Hartstrahlen der ersten Rückenflosse sind, besonders bei den Jungfischen, verlängert. Die Brust und die Basis von Rücken- und Afterflosse wird von plattenartigen, stachligen Schuppen geschützt.
Flossenformel: Dorsale IX/26–27, Anale III/24–25